# Gröngul höfjäril
Gröngul höfjäril (Colias tyche) är en fjärilsart som beskrevs av Böber 1812. Gröngul höfjäril ingår i släktet Colias och familjen vitfjärilar. Enligt den finländska rödlistan är arten nära hotad i Finland. Artens livsmiljö är fjällängar. Inga underarter finns listade i Catalogue of Life.

## Bildgalleri

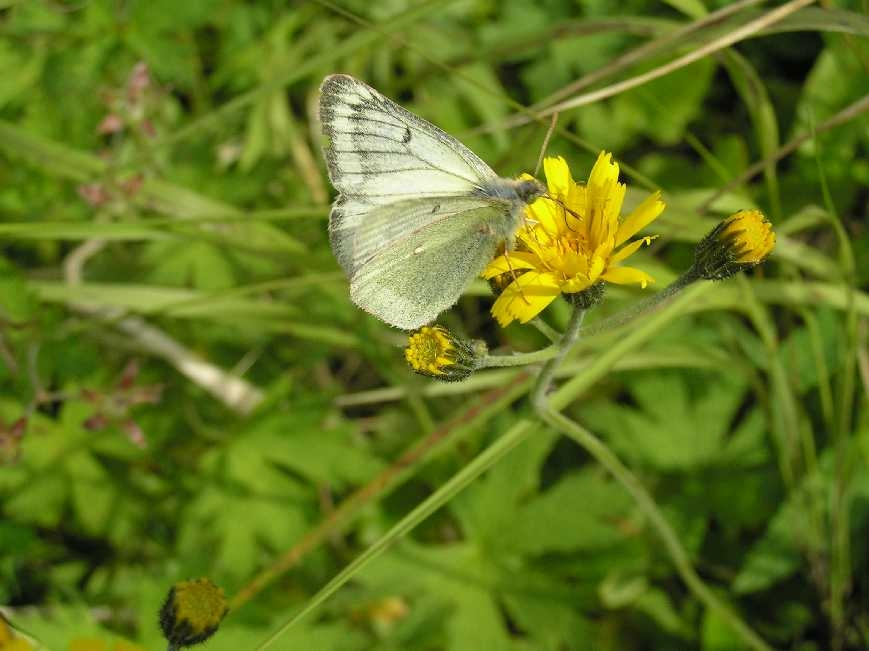